# Marsupialisatie
Marsupialisatie is het chirurgisch openen van een cyste en vervolgens zodanig hechten dat de cyste open blijft en permanent kan afvloeien. De techniek wordt toegepast bij pancreascystes, haarnestcystes en cystes van klier van Bartholin (Bartholinitis). Ook bij cystes in de mondholte zoals ranula wordt marsupialisatie wel toegepast.